# ヤンガービス・ソラーテ
- ヤンヘルビス・ソラルテ
- ヤンハービス・ソラーテ

ヤンガービス・アルフレド・ソラーテ（Yangervis Alfredo Solarte, 1987年7月3日 - ）は、ベネズエラのカラボボ州バレンシア出身のプロ野球選手（内野手、外野手）。右投両打。
愛称は「セクシータイム（Sexy time）」。

## 経歴

### プロ入りとツインズ傘下時代
2005年、ミネソタ・ツインズと契約してプロ入り。
2006年に傘下のルーキー級ドミニカン・サマーリーグ・ツインズでプロデビュー。53試合に出場して打率.278、2本塁打、29打点、2盗塁を記録した。
2007年はルーキー級ガルフ・コーストリーグ・ツインズでプレーし、52試合に出場して打率.303、1本塁打、33打点、7盗塁を記録した。
2008年はまずA+級フォートマイヤーズ・ミラクルでプレーし、42試合に出場して打率.238、3本塁打、16打点、2盗塁を記録した。7月からA級ベロイト・スナッパーズでプレー。41試合に出場して打率.218、17打点、7盗塁を記録した。
2009年はA+級フォートマイヤーズで開幕を迎え、8月からルーキー級ガルフ・コーストリーグでプレー。9月にAA級ニューブリテン・ロックキャッツへ昇格し、3試合に出場した。
2010年はA+級フォートマイヤーズでプレーし、45試合に出場して打率.320、2本塁打、15打点、3盗塁を記録した。夏期にはルーキー級ガルフ・コーストリーグ・ツインズでプレーした。
2011年はAA級ニューブリテンでプレーし、121試合に出場して打率.329、7本塁打、49打点、5盗塁を記録した。オフにFAとなった。

### レンジャーズ傘下時代
2011年12月2日にテキサス・レンジャーズとマイナー契約を結んだ。
2012年は傘下のAAA級ラウンドロック・エクスプレスでプレーし、130試合に出場して打率.288、11本塁打、54打点、3盗塁を記録した。オフの11月28日にレンジャーズとマイナー契約で再契約した。
2013年もAAA級ラウンドロックでプレーし、133試合に出場して打率.276、12本塁打、75打点、3盗塁を記録した。オフにFAとなった。

### ヤンキース時代

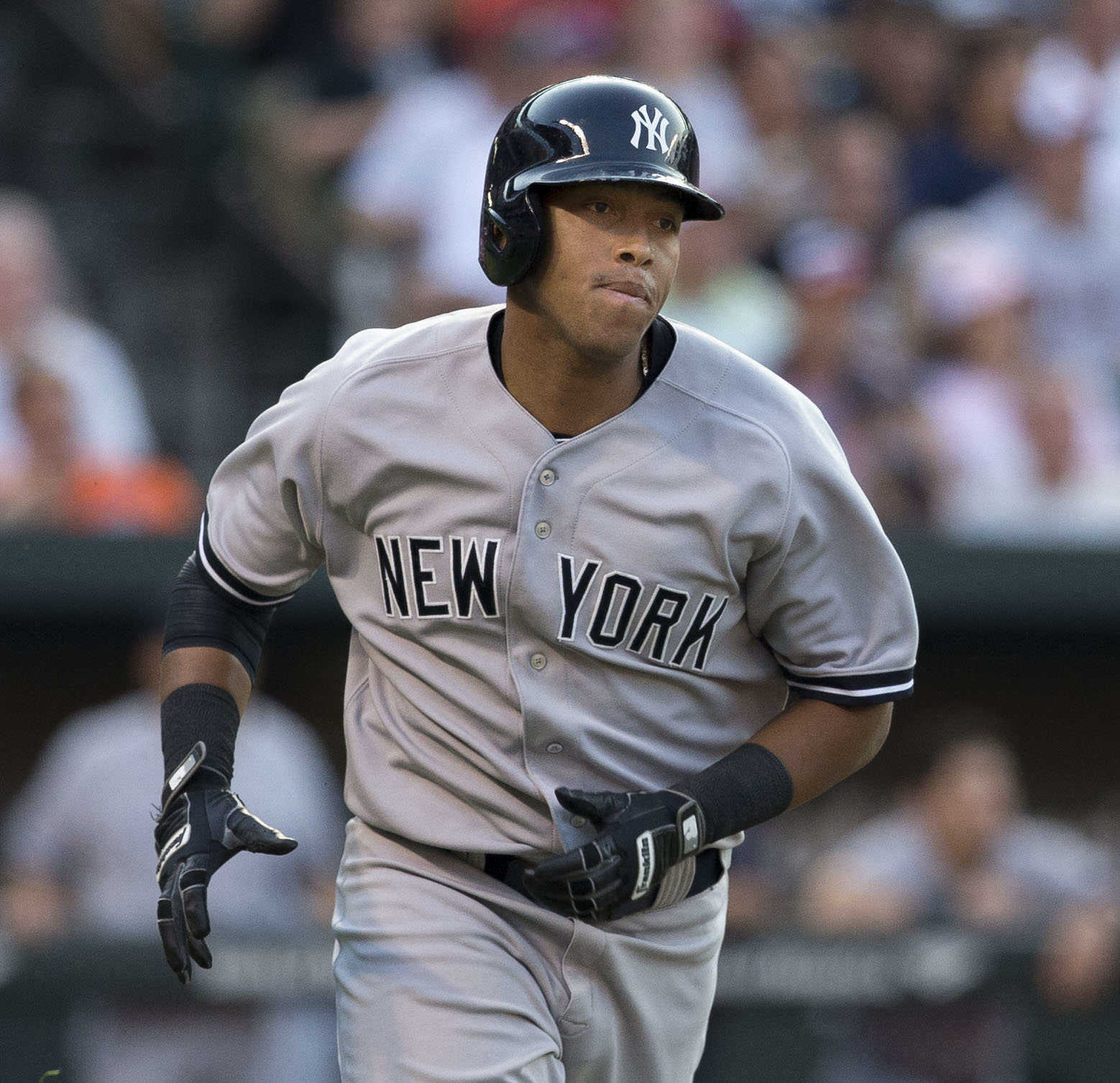
ニューヨーク ・ヤンキース時代
（2014年7月11日）

2014年1月12日にニューヨーク・ヤンキースとマイナー契約を結び、4月2日にヤンキースとメジャー契約を結んでアクティブ・ロースター入りした。メジャーデビューとなった同日のヒューストン・アストロズ戦では代打として出場し、2打数無安打に終わった。4日の同カードではブレット・オーバーホルツァーからメジャー初安打を記録。4月17日のタンパベイ・レイズ戦では、グラント・バルフォアからメジャー初本塁打を放った。シーズン序盤は3割台を維持していたが、6月から不振に陥り打率は.260まで落ち込んだため、7月3日に傘下のAAA級スクラントン・ウィルクスバリ・レイルライダースへ降格。降格後は5試合に出場し、20打数12安打5打点、打率は.600を記録。7月10日にカルロス・ベルトランが故障で離脱したため、メジャーへ再昇格した。ヤンキースでは75試合に出場して打率.254、6本塁打、31打点を記録した。

### パドレス時代
2014年7月22日にチェイス・ヘッドリーとのトレードで、ラファエル・デポーラと共にサンディエゴ・パドレスへ移籍した。移籍後はヘッドリーの移籍で空いた三塁を主に守り、56試合に出場。打率.336、4本塁打、17打点を記録した。
2015年は開幕ロースター入りを果たしたが、ウィル・ミドルブルックスの加入により三塁の定位置を奪われため、序盤は内野のユーティリティーとして起用され、レギュラー確保には至らなかった。5月に入ると、一塁手のヨンダー・アロンソが故障者リスト入りしたため、一塁のレギュラーに抜擢。アロンソは6月に復帰したが、ミドルブルックスの不調により、7月に三塁の定位置を奪取した。その後はシーズン終了まで三塁のポジションを確保し、三塁手としてはチームトップの92試合に出場した（ミドルブルックスは69試合）。この年は152試合に出場して打率.286、14本塁打、63打点、1盗塁を記録した。
2016年も開幕ロースター入りし、開幕から正三塁手として先発起用されていたが、4月9日のコロラド・ロッキーズ戦で右ハムストリングを痛め、翌10日に15日間の故障者リスト入りした。5月21日に復帰。復帰後は右投手に対して左打者のブレット・ウォレスを三塁手に起用し、ソラーテを二塁手に起用することをアンディ・グリーン監督が明言したが、ウォレスの打撃不調により7月から三塁に固定された。この年は故障の影響で109試合の出場に減少したが、打率.286、15本塁打、71打点、1盗塁と前年の成績を上回った。また、難病や逆境を克服した選手に贈られるトニー・コニグリアロ賞を受賞した。
2017年開幕前の2月8日に第4回ワールド・ベースボール・クラシック(WBC)のベネズエラ代表に選出された。シーズンでは128試合に出場して打率.255、18本塁打、64打点、3盗塁を記録した。

### ブルージェイズ時代
2018年1月6日にエドワード・オリバレス、ジャレッド・カークフとのトレードで、トロント・ブルージェイズへ移籍した。この年は122試合に出場して打率.226、17本塁打、54打点、1盗塁を記録した。オフの11月30日にノンテンダーFAとなった。

### ジャイアンツ時代
2019年2月17日にサンフランシスコ・ジャイアンツとマイナー契約を結び、スプリングトレーニングに招待選手として参加することになった。3月28日にメジャー契約を結んで40人枠入りしたが、5月7日にDFAとなった。10日にFAとなった。

### マーリンズ傘下時代
2019年6月7日にマイアミ・マーリンズとマイナー契約を結び、13日に傘下のA+級ジュピター・ハンマーヘッズへ配属された。その後AAA級ニューオーリンズ・ベビーケークスに昇格すると、15試合に出場して打率.314の成績を残していた。

### 阪神時代
2019年7月7日、NPB・阪神タイガースとの契約締結が発表された。シーズン終了までの単年契約で年俸は5000万円（推定）、背番号は42。登録名は「ヤンハービス・ソラーテ」となった。同21日に来日すると、二軍練習試合を経て26日に一軍登録。同日の対読売ジャイアンツ戦（東京ドーム）で「2番・遊撃手」として先発出場し、7回表に田口麗斗から決勝の2点本塁打を放って来日初安打・初打点を記録した。阪神の外国人選手が「2番・遊撃手」で先発出場するのは1963年のフランク・ヤシック以来56年ぶり。また同月30日の対中日ドラゴンズ戦（甲子園球場）では岡田俊哉から左翼ポール直撃の逆転サヨナラ2点本塁打を放つ（この試合では5回裏にも2リーグ制前の阪神球団通算8000号となる2点本塁打を放っている）などデビュー直後は派手な活躍を見せていた。しかし、その後は不調が続きわずか20試合で一軍登録を抹消された。その後、9月6日に一軍に招集され、鳴尾浜から試合が行われるMAZDA Zoom-Zoom スタジアム広島まで移動してきていたものの、監督の矢野燿大に対して「モチベーションが上がらない」などと訴え、ベンチ入りを拒否した。このため昇格は見送られ、当日はベンチ入りメンバーを1人欠く形で試合を行った。球団はこの行為をチームの規律を乱す問題行動と捉え、ソラーテを即刻解雇することを決定し、契約解除ののち9月9日に帰国した。

### ブレーブス傘下時代
2020年1月にアトランタ・ブレーブスとマイナー契約（昇格なら年俸100万ドル）を結んだ。8月27日にFAとなった。

### メキシカンリーグ時代
2021年はメキシカンリーグのティフアナ・ブルズのキャンプとオープン戦に参加したが、開幕前に退団し、5月26日にメキシコシティ・レッドデビルズに入団した。
2022年1月19日にラグナ・ユニオン・コットンファーマーズと契約を結んだ。

## 選手としての特徴
高い技術とパワーを持ち合わせるスイッチヒッター。右左関係なくパワフルな打撃を持ち味とし、全身を使ったスイングで逆方向にも長打を放つ。
守備では本職の三塁を始めとする内野全ポジションに加え、左翼の守備経験も持つユーティリティープレイヤー。
MLB時代は日本人投手との対戦を得意としており、特に前田健太からは打率.353（17打数6安打）・1本塁打、松坂大輔からは2打数で1本塁打、和田毅からは3打数3安打を記録している。

## 人物
ニューヨーク・メッツなどでプレーした外野手のロジャー・セデーニョは叔父にあたる。
2021年に歌手デビューを発表。自身のインスタグラム、YouTubeチャンネルにてデビュー曲「IRANI」を公開した。

## 詳細情報

### 年度別打撃成績
| 年 度    | 球 団    | 試 合 | 打 席 | 打 数 | 得 点 | 安 打 | 二 塁 打 | 三 塁 打 | 本 塁 打 | 塁 打 | 打 点 | 盗 塁 | 盗 塁 死 | 犠 打 | 犠 飛 | 四 球 | 敬 遠 | 死 球 | 三 振 | 併 殺 打 | 打 率 | 出 塁 率 | 長 打 率 | O P S |
| -------- | -------- | ----- | ----- | ----- | ----- | ----- | -------- | -------- | -------- | ----- | ----- | ----- | -------- | ----- | ----- | ----- | ----- | ----- | ----- | -------- | ----- | -------- | -------- | ----- |
| 2014     | NYY      | 75    | 289   | 252   | 26    | 64    | 14       | 0        | 6        | 96    | 31    | 0     | 1        | 1     | 3     | 30    | 0     | 3     | 34    | 8        | .254  | .337     | .381     | .718  |
| 2014     | SD       | 56    | 246   | 217   | 30    | 58    | 5        | 1        | 4        | 77    | 17    | 0     | 0        | 2     | 3     | 23    | 1     | 1     | 24    | 5        | .267  | .336     | .355     | .691  |
| '14計    | SD       | 136   | 535   | 469   | 56    | 122   | 19       | 1        | 10       | 173   | 48    | 0     | 1        | 3     | 6     | 53    | 1     | 4     | 58    | 13       | .260  | .336     | .369     | .705  |
| 2015     | SD       | 152   | 571   | 526   | 63    | 142   | 33       | 4        | 14       | 225   | 63    | 1     | 0        | 2     | 3     | 34    | 0     | 6     | 56    | 15       | .270  | .320     | .428     | .748  |
| 2016     | SD       | 109   | 443   | 405   | 55    | 116   | 26       | 1        | 15       | 189   | 71    | 1     | 1        | 0     | 3     | 30    | 1     | 5     | 63    | 7        | .286  | .341     | .467     | .808  |
| 2017     | SD       | 128   | 512   | 466   | 49    | 119   | 21       | 0        | 18       | 194   | 64    | 3     | 0        | 0     | 4     | 37    | 4     | 5     | 61    | 18       | .255  | .314     | .416     | .731  |
| 2018     | TOR      | 122   | 506   | 468   | 50    | 106   | 20       | 0        | 17       | 177   | 54    | 1     | 3        | 1     | 3     | 31    | 1     | 3     | 72    | 21       | .226  | .277     | .378     | .655  |
| 2019     | SF       | 28    | 78    | 73    | 9     | 15    | 5        | 0        | 1        | 23    | 7     | 0     | 0        | 1     | 0     | 4     | 1     | 0     | 16    | 4        | .205  | .247     | .315     | .562  |
| 2019     | 阪神     | 20    | 80    | 69    | 6     | 13    | 3        | 0        | 4        | 28    | 9     | 0     | 0        | 0     | 2     | 9     | 0     | 0     | 13    | 4        | .188  | .275     | .406     | .681  |
| MLB：6年 | MLB：6年 | 662   | 2645  | 2407  | 282   | 620   | 124      | 6        | 75       | 981   | 307   | 6     | 5        | 7     | 19    | 189   | 8     | 23    | 326   | 78       | .258  | .315     | .408     | .723  |
| NPB：1年 | NPB：1年 | 20    | 80    | 69    | 6     | 13    | 3        | 0        | 4        | 28    | 9     | 0     | 0        | 0     | 2     | 9     | 0     | 0     | 13    | 4        | .188  | .275     | .406     | .681  |

- 2020年度シーズン終了時

### 年度別守備成績
内野守備
| 年 度 | 球 団 | 一塁（1B） | 一塁（1B） | 一塁（1B） | 一塁（1B） | 一塁（1B） | 一塁（1B） | 二塁（2B） | 二塁（2B） | 二塁（2B） | 二塁（2B） | 二塁（2B） | 二塁（2B） | 三塁（3B） | 三塁（3B） | 三塁（3B） | 三塁（3B） | 三塁（3B） | 三塁（3B） | 遊撃（SS） | 遊撃（SS） | 遊撃（SS） | 遊撃（SS） | 遊撃（SS） | 遊撃（SS） |
| 年 度 | 球 団 | 試 合      | 刺 殺      | 補 殺      | 失 策      | 併 殺      | 守 備 率   | 試 合      | 刺 殺      | 補 殺      | 失 策      | 併 殺      | 守 備 率   | 試 合      | 刺 殺      | 補 殺      | 失 策      | 併 殺      | 守 備 率   | 試 合      | 刺 殺      | 補 殺      | 失 策      | 併 殺      | 守 備 率   |
| ----- | ----- | ---------- | ---------- | ---------- | ---------- | ---------- | ---------- | ---------- | ---------- | ---------- | ---------- | ---------- | ---------- | ---------- | ---------- | ---------- | ---------- | ---------- | ---------- | ---------- | ---------- | ---------- | ---------- | ---------- | ---------- |
| 2014  | NYY   | -          | -          | -          | -          | -          | -          | 17         | 16         | 27         | 1          | 6          | .977       | 66         | 38         | 105        | 8          | 9          | .947       | 5          | 1          | 5          | 0          | 0          | 1.000      |
| 2014  | SD    | -          | -          | -          | -          | -          | -          | 10         | 19         | 16         | 1          | 3          | .972       | 45         | 23         | 50         | 4          | 10         | .948       | 3          | 1          | 1          | 0          | 0          | 1.000      |
| '14計 | SD    | -          | -          | -          | -          | -          | -          | 27         | 35         | 43         | 2          | 9          | .975       | 111        | 61         | 155        | 12         | 19         | .947       | 8          | 2          | 6          | 0          | 0          | 1.000      |
| 2015  | SD    | 28         | 180        | 16         | 4          | 21         | .980       | 19         | 23         | 34         | 1          | 4          | .983       | 92         | 44         | 130        | 6          | 11         | .967       | -          | -          | -          | -          | -          | -          |
| 2016  | SD    | 2          | 23         | 1          | 0          | 5          | 1.000      | 15         | 20         | 34         | 2          | 8          | .964       | 95         | 59         | 190        | 9          | 19         | .965       | -          | -          | -          | -          | -          | -          |
| 2017  | SD    | 8          | 47         | 2          | 0          | 8          | 1.000      | 79         | 93         | 187        | 3          | 53         | .989       | 22         | 16         | 38         | 3          | 5          | .947       | 28         | 32         | 55         | 4          | 18         | .956       |
| 2018  | TOR   | 4          | 5          | 1          | 0          | 0          | 1.000      | 28         | 47         | 59         | 1          | 12         | .991       | 83         | 50         | 137        | 7          | 15         | .964       | 7          | 7          | 14         | 0          | 3          | 1.000      |
| 2019  | SF    | -          | -          | -          | -          | -          | -          | 10         | 21         | 19         | 0          | 10         | 1.000      | 2          | 0          | 3          | 0          | 0          | 1.000      | 4          | 4          | 5          | 1          | 2          | .900       |
| 2019  | 阪神  | 1          | 3          | 0          | 0          | 0          | 1.000      | 16         | 16         | 26         | 2          | 5          | .955       | -          | -          | -          | -          | -          | -          | 3          | 4          | 4          | 2          | 3          | .800       |
| MLB   | MLB   | 42         | 255        | 20         | 4          | 34         | .986       | 178        | 239        | 376        | 9          | 96         | .986       | 405        | 230        | 653        | 37         | 69         | .960       | 47         | 45         | 80         | 5          | 23         | .962       |
| NPB   | NPB   | 1          | 3          | 0          | 0          | 0          | 1.000      | 16         | 16         | 26         | 2          | 5          | .955       | -          | -          | -          | -          | -          | -          | 3          | 4          | 4          | 2          | 3          | .800       |

外野守備
| 年 度 | 球 団 | 左翼（LF） | 左翼（LF） | 左翼（LF） | 左翼（LF） | 左翼（LF） | 左翼（LF） | 外野  | 外野  | 外野  | 外野  | 外野  | 外野     |
| 年 度 | 球 団 | 試 合      | 刺 殺      | 補 殺      | 失 策      | 併 殺      | 守 備 率   | 試 合 | 刺 殺 | 補 殺 | 失 策 | 併 殺 | 守 備 率 |
| ----- | ----- | ---------- | ---------- | ---------- | ---------- | ---------- | ---------- | ----- | ----- | ----- | ----- | ----- | -------- |
| 2014  | SD    | 7          | 6          | 0          | 1          | 0          | .857       | -     | -     | -     | -     | -     | -        |
| 2019  | SF    | 9          | 13         | 0          | 0          | 0          | 1.000      | -     | -     | -     | -     | -     | -        |
| 2019  | 阪神  | -          | -          | -          | -          | -          | -          | 3     | 6     | 0     | 0     | 0     | 1.000    |
| MLB   | MLB   | 16         | 19         | 0          | 1          | 0          | .950       | -     | -     | -     | -     | -     | -        |
| NPB   | NPB   | -          | -          | -          | -          | -          | -          | 3     | 6     | 0     | 0     | 0     | 1.000    |

- 2020年度シーズン終了時

### 表彰
MLB
- トニー・コニグリアロ賞：1回（2016年）

NPB
- 月間スカパー! ドラマティック・サヨナラ賞：1回（2019年7月）

### 記録
NPB初記録
- 初出場・初先発出場：2019年7月26日、対読売ジャイアンツ14回戦（東京ドーム）、2番・遊撃手で先発出場
- 初打席：同上、1回表に菅野智之から四球
- 初安打・初本塁打・初打点：同上、7回表に田口麗斗から左越決勝2ラン

NPBその他の記録
- 阪神球団通算8000号本塁打：2019年7月30日、対中日ドラゴンズ15回戦（阪神甲子園球場）、5回裏に大野雄大から左中間越2ラン

### 背番号
- 26（2014年 - 同年途中、2015年 - 2019年5月6日）
  - 10（2017年WBC）
- 27（2014年途中 - 同年終了）
- 42（2019年7月12日 - 同年終了）

### 登場曲
- 「Sexy and I Know It」LMFAO（2019年）

### 代表歴
- 2017 ワールド・ベースボール・クラシック・ベネズエラ代表